# Piaggio P.148
Piaggio P.148 byl italský dvoumístný cvičný letoun určený pro základní a akrobatický pilotní výcvik zkonstruovaný a vyráběný společností Piaggio Aero.

## Vznik a vývoj
P.148 byl celokovový samonosný dolnoplošník s pevným podvozkem záďového typu. Jeho kokpit pojmul dva příslušníky osádky sedící vedle sebe, s možností umístění třetí osoby na sedadle za nimi. Prototyp poprvé vzlétl 12. února 1951 a po zkouškách provedených italskými vzdušnými silami, Aeronautica Militare, byl zařazen do výroby jako letoun pro základní výcvik v jejich v pilotních školách. Později z něj byla odvozená čtyřmístná víceúčelová varianta P.149.

## Použití
Ačkoliv jeho nasazení v roli cvičného stroje u Aeronautica Militare bylo úspěšné, typ byl stažen ze služby po přechodu na výcvikový program prováděný výhradně na proudových letounech. V 70. letech 20. století se typ do služby vrátil, když letoun získal roli při výběru uchazečů o pilotní výcvik. Několik letounů bylo Itálií prodáno letectvu Somálska, které je také užívalo jako cvičné.

## Uživatelé

### Vojenští
- Itálie
  - Aeronautica Militare - v letech 1951–1979 provozovalo 70 kusů[2]
- Somálsko
  - Somálský letecký sbor (vyřazeny ze služby)

## Specifikace

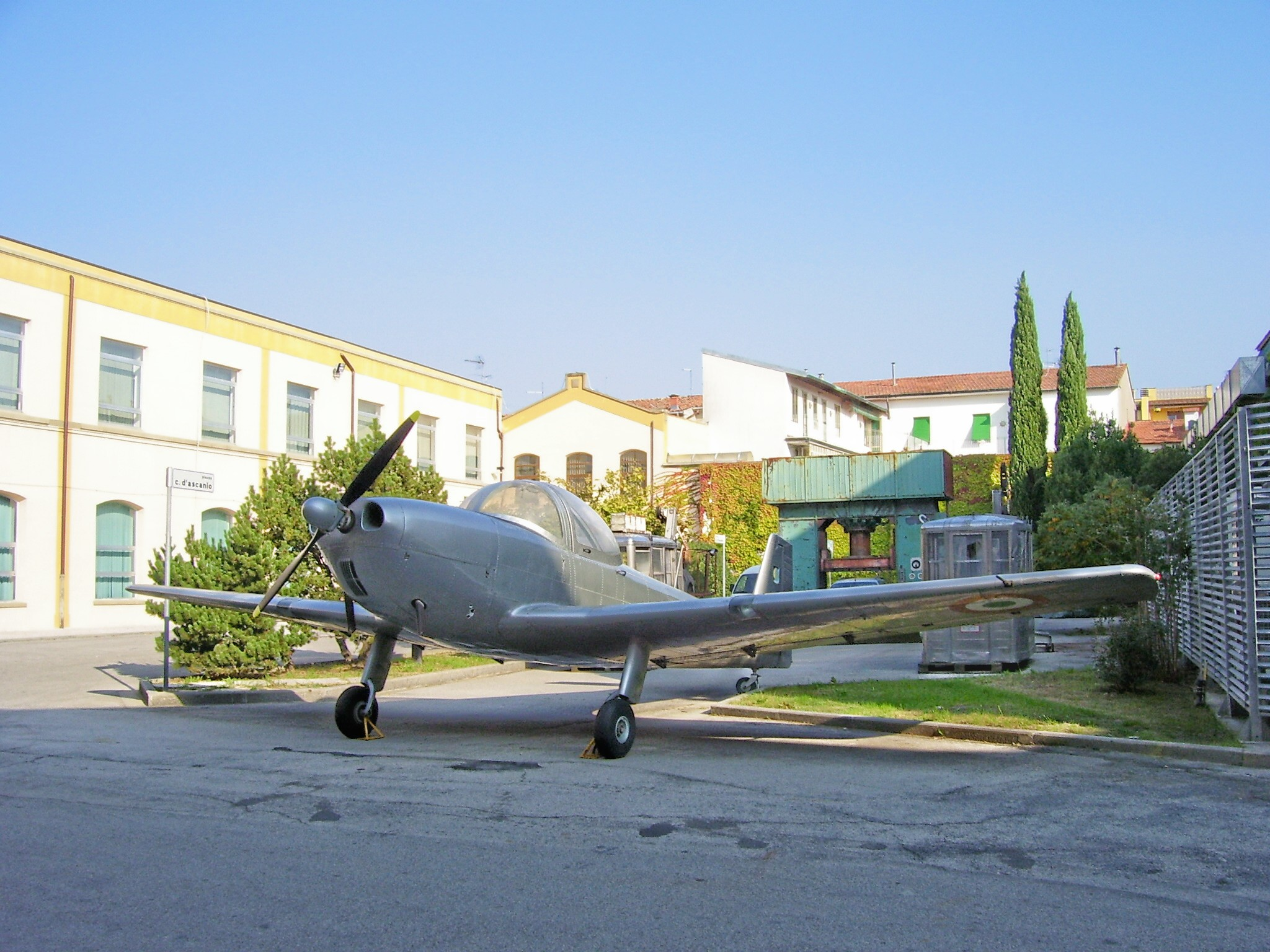
Piaggio P.148

Údaje podle

### Hlavní technické údaje
- Osádka: 2
- Rozpětí: 11,12 m
- Délka: 8,44 m
- Výška: 2,40 m
- Nosná plocha: 18,85 m²
- Prázdná hmotnost: 876 kg
- Vzletová hmotnost: 1 280 kg
- Pohonná jednotka: 1 × vzduchem chlazený šestiválcový boxer Lycoming O-435A
- Výkon pohonné jednotky: 142 kW (190 hp)

### Výkony
- Maximální rychlost: 234 km/h
- Dolet: 925 km
- Dostup: 5 000 m